# Marcy (Nièvre)
Marcy – miejscowość i gmina we Francji, w regionie Burgundia-Franche-Comté, w departamencie Nièvre.
Według danych na rok 1990 gminę zamieszkiwały 124 osoby, a gęstość zaludnienia wynosiła 9 osób/km² (wśród 2044 gmin Burgundii Marcy plasuje się na 786. miejscu pod względem liczby ludności, natomiast pod względem powierzchni na miejscu 704.).